# ستيفنسون ارتشر
ستيفنسون ارتشر (بالإنجليزية: Stevenson Archer)‏ هو قاضي ومحامي وسياسي أمريكي، ولد في 11 أكتوبر 1786، وتوفي في 26 يونيو 1848. انتخب عضو مجلس النواب لولاية ماريلند وانتخب عضو مجلس النواب الأمريكي.